# Рениевая кислота
Рениевая кислота — неорганическое соединение, кислородсодержащая кислота с формулой HReO4, существует только в водных растворах, образует соли перренаты.

## Получение
- Действие концентрированной серной кислоты на металлический рений или оксид рения(IV):

{\displaystyle {\mathsf {2Re+7H_{2}SO_{4}\ {\xrightarrow {}}\ 2HReO_{4}+7SO_{2}\uparrow +6H_{2}O}}}
{\displaystyle {\mathsf {2ReO_{2}+3H_{2}SO_{4}\ {\xrightarrow {}}\ 2HReO_{4}+3SO_{2}\uparrow +2H_{2}O}}}
- Действие концентрированной перекиси водорода на металлический рений или оксид рения(IV):

{\displaystyle {\mathsf {2Re+7H_{2}O_{2}\ {\xrightarrow {}}\ 2HReO_{4}+6H_{2}O}}}
{\displaystyle {\mathsf {2ReO_{2}+3H_{2}O_{2}\ {\xrightarrow {}}\ 2HReO_{4}+2H_{2}O}}}
- Окисление оксида рения(IV) хлором:

{\displaystyle {\mathsf {2ReO_{2}+3Cl_{2}+4H_{2}O\ {\xrightarrow {}}\ 2HReO_{4}+6HCl}}}
- Гидролиз фторида рения(VII):

{\displaystyle {\mathsf {ReF_{7}+4H_{2}O\ {\xrightarrow {}}\ HReO_{4}+7HF}}}

## Физические свойства
Рениевая кислота существует только в водных растворах, максимальная концентрация 70 %. Растворы бесцветные или слегка желтоватые.
Является сильной кислотой, p Kα = −1,25.

## Химические свойства
- При концентрировании (выпаривание в вакууме) образуется «твёрдая рениевая кислота»:

{\displaystyle {\mathsf {2HReO_{4}+H_{2}O\ {\xrightarrow {\tau ,90^{o}C,vacuum}}\ H_{4}Re_{2}O_{9}}}}
- С щелочами образует перренаты:

{\displaystyle {\mathsf {HReO_{4}+NaOH\ {\xrightarrow {}}\ NaReO_{4}\ +H_{2}O}}}
- Является слабым окислителем:

{\displaystyle {\mathsf {2HReO_{4}+7H[SnCl_{3}]+21HCl\ {\xrightarrow {}}\ 2Re\downarrow +7H_{2}[SnCl_{6}]+8H_{2}O}}}